# 3820 Sauval
3820 Sauval è un asteroide della fascia principale. Scoperto nel 1984, presenta un'orbita caratterizzata da un semiasse maggiore pari a 3,0087830 UA e da un'eccentricità di 0,1062781, inclinata di 9,58228° rispetto all'eclittica.